# Coulobres
Coulobres – miejscowość i gmina we Francji, w regionie Oksytania, w departamencie Hérault.
Według danych na rok 1990 gminę zamieszkiwały 202 osoby, a gęstość zaludnienia wynosiła 68 osób/km² (wśród 1545 gmin Langwedocji-Roussillon Coulobres plasuje się na 707. miejscu pod względem liczby ludności, natomiast pod względem powierzchni na miejscu 1089.).